# Karlsvik
Karlsvik est une localité de la commune de Luleå dans le comté de Norrbotten en Suède.
Sa population était de 238 habitants en 2019.

## Lieux et monuments
À Karlsvik se trouve le musée ferroviaire de Norrbotten, l'un des plus grands musées ferroviaires de Suède.